# Интернет в Иране
В 1992 Иран стал второй страной на Ближнем Востоке, подключённой к Интернету, и с тех пор правительство прилагает значительные усилия для развития информационно-коммуникационной инфраструктуры в стране. Национальная инфраструктура подключения Ирана к Интернету базируется на двух основных сетях: телефонной сети общего пользования (ТФОП) и общей сети передачи данных. ТфОП обеспечивает связь Интернет-провайдеров с конечными пользователями главным образом по цифровым линиям, а также поддерживает модемные соединения. Data Communication Company of Iran, дочерняя компания Telecommunication Company of Iran, управляет передачей данных общего пользования.

## История
Создание инфраструктуры Интернет в Иране началось благодаря компании IPM, заместителем директора которой был доктор Сиаваш Шахшани. Связь с глобальной сетью сначала была установлена через сеть BITNET благодаря членству Ирана в EARN (которая позже реорганизовалась в Трансъевропейскую Ассоциацию научно-образовательных сетей — TERENA). Первая выделенная линия в 9600 бод связала Иран с Венским университетом в январе 1992 года. Первое письмо по e-mail из Ирана было приветствием от директора IPM, доктора Лариджани, администрации Венского университета. Эта линия позже превратился в полноценный Интернет-ресурс на 500 IP-адресов в стране и статусом Ирана в качестве узла Класса С. Основными пользователями Интернета на первых порах были учёные и сотрудники иранских НИИ.
Исследования показывают, что у Ирана есть планы по созданию так называемого «национального Интернета», сегмента сети, отделённого от остальной части Всемирной Сети, подобного тому, который используется в Северной Корее, с целью предотвратить попадание нежелательной для властей информации пользователям внутри страны. Мьянма и Куба также используют аналогичные системы.
В июле 2013 года министр информационно-коммуникационных технологий Мохаммад Хасан Нами сообщил, что в Иране разработан отечественный сервис электронной почты, призванный стать альтернативой иностранным почтовым службам, таким как Gmail или Yahoo. Каждому жителю страны будет присвоен отдельный адрес e-mail.

## Правовой статус
Интернет-инфраструктура развивалась в Иране очень быстро. Первое публичное использование Интернета в стране датируется 1995-м, когда студенты смогли пользоваться Интернетом через консоль удалённого доступа. После этого в стране начался лавинообразный спрос на доступ к Интернету. К 2000 в стране появилась масса Интернет-кафе, которые были подключены к Интернету через спутниковые тарелки, размещённые в изобилии вокруг многих городов.
Открытие доступа к Интернету и быстрый рост числа сайтов на фарси побудили правительство Ирана ввести законы, регламентирующие доступ в Сеть и цензуру содержимого сайтов. В мае 2001 высший руководитель Ирана аятолла Али Хаменеи издал указ под названием «Политика в отношении компьютерных сетей», в котором распорядился «сделать доступ к глобальным информационным сетям только через уполномоченных лиц». После этого Высший Совет культурной революции Ирана также принял ряд постановлений, закрепивших контроль над Интернетом в руках государства. Новое законодательство утверждает, что все Интернет-провайдеры и Интернет-кафе должны получить лицензию от правительства. Кроме того, все провайдеры должны установить и использовать системы фильтрации контента, чтобы «заблокировать доступ к аморальным, политически вредным и другим нежелательным сайтам» и фиксировать деятельность пользователей, предоставляя информацию о них в Министерство ИКТ. Предоставленная информация должны быть одобрена Министерством информации, Управлением юстиции и полицией.
Чтобы получить лицензию Интернет-провайдера, заявитель должен быть гражданином Ирана, лояльным Конституции, исповедовать официальную религию страны и не состоять в каких-либо незаконных организациях. Интернет-провайдеры не могут без лицензии использовать любой код для обмена информацией или предлагать какие-либо дополнительные услуги (например, IP-телефонию). Частные лица, желающие открыть Интернет-кафе, должны быть женаты (замужем). Новое законодательство также регламентирует содержание веб-сайтов. Считается преступлением публикация в Интернете любого материала, противоречащего или оскорбляющего исламскую доктрину, ценности иранской революции, мысли имама Хомейни, Конституцию Ирана, ставящего под угрозу национальное единство страны, создающего положительный имидж незаконных организаций, разглашающего секретную информацию, содержащего рекламу курения, обвиняющего или оскорбляющего чиновников.
31 декабря 2002 правительство Ирана издало «Декрет о конституционном комитете, отвечающем за определение несанкционированных сайтов», в котором указывается, что «в целях защиты исламской и национальной культуры создаётся комитет в составе представителей Министерства информации, Министерства культуры и исламской ориентации, радиовещания Исламской Республики Иран, Высшего совета культурной революции для определения и передачи в Министерство информационных и телекоммуникационных технологий Ирана критериев несанкционированных веб-сайтов». Список сайтов, сформированный этим комитетом, добавляется в список веб-сайтов, которые подвергаются цензуре.